# Lutfali Abdullayev
Lutfali Abdullayev (en azerí: Lütfəli Abdullayev) fue un actor de cine y de teatro de Azerbaiyán, Artista del Pueblo de la RSS de Azerbaiyán.

## Biografía
Lutfali Abdullayev nació el 22 de marzo de 1914 en Şəki. Después de graduarse de la escuela, participó en club de teatro de Şəki. En 1928 llegó a Bakú y estudió en el conservatorio. En 1938 se creó el Teatro de Música Estatal de Azerbaiyán y Lutfali Abdullayev empezó a trabajar en este teatro. Se convirtió en uno de los actores principales del teatro e interpretó los papeles en las obras teatrales más populares. La comedia fue el género principal en su carrera. Se le concedió el título de Artista de Honor de la RSS de Azerbaiyán en 1943 y de Artista del Pueblo de la RSS de Azerbaiyán en 1960 por su contribución al desarrollo del Teatro de Música Estatal de Azerbaiyán.
Lutfali Abdullayev murió el 9 de diciembre de 1973 en Bakú y fue enterrado en el Segundo Callejón de Honor.

## Filmografía
- 1944 – “La respuesta a la carta”
- 1945 – “Arshin mal alan”
- 1956 – “No eso, entonces esto”
- 1960 – “El evento extraordinario”
- 1962 – “El concierto de otoño”
- 1963 – “¿Dónde está Ahmed?”
- 1964 – “Ulduz”
- 1969 – “Bəşir Səfəroğlu”
- 1974 – “La risa de actriz”
- 1981 – “La vida de Uzeyir”

## Premios y títulos
- Artista de Honor de la RSS de Azerbaiyán (1943)
- Premio Estatal de la Unión Soviética (1946)
- Orden de la Bandera Roja del Trabajo (1959)
- Artista del Pueblo de la RSS de Azerbaiyán (1960)